# Hélène Studler
Hélène Studler dite sœur Hélène, née Marie-Joséphine Studler le 9 mars 1891 à Amiens et morte le 3 décembre 1944 à Clermont-Ferrand, est une religieuse de la congrégation des Sœurs de Saint Vincent de Paul de Metz et résistante française.

## Biographie
Hélène Studler est née à Amiens dans une famille d'origine alsacienne ayant opté pour la France en 1871. À l'âge de 5 ans, elle perd sa mère qui meurt d'un cancer du sein. Son père meurt quand elle a 18 ans. 
Elle est entrée en religion dans la Congrégation des Sœurs de Saint-Vincent-de-Paul sous le nom de Sœur Hélène et en résidence à Metz, à l’hospice Saint-Nicolas. Française, elle est expulsée de l'hospice de Belletanche dans le district de Lorraine pendant la Première Guerre mondiale ; elle revient dès l'armistice, en novembre 1918, et œuvre à l'hospice Saint-Nicolas.
Le 17 juin 1940, les prisonniers français affluent dans Metz, malades, sans subsistances, et beaucoup sont regroupés au fort de Saint-Julien. Sœur Hélène leur apporte soins, nourriture et réconfort.

### L'été 1940

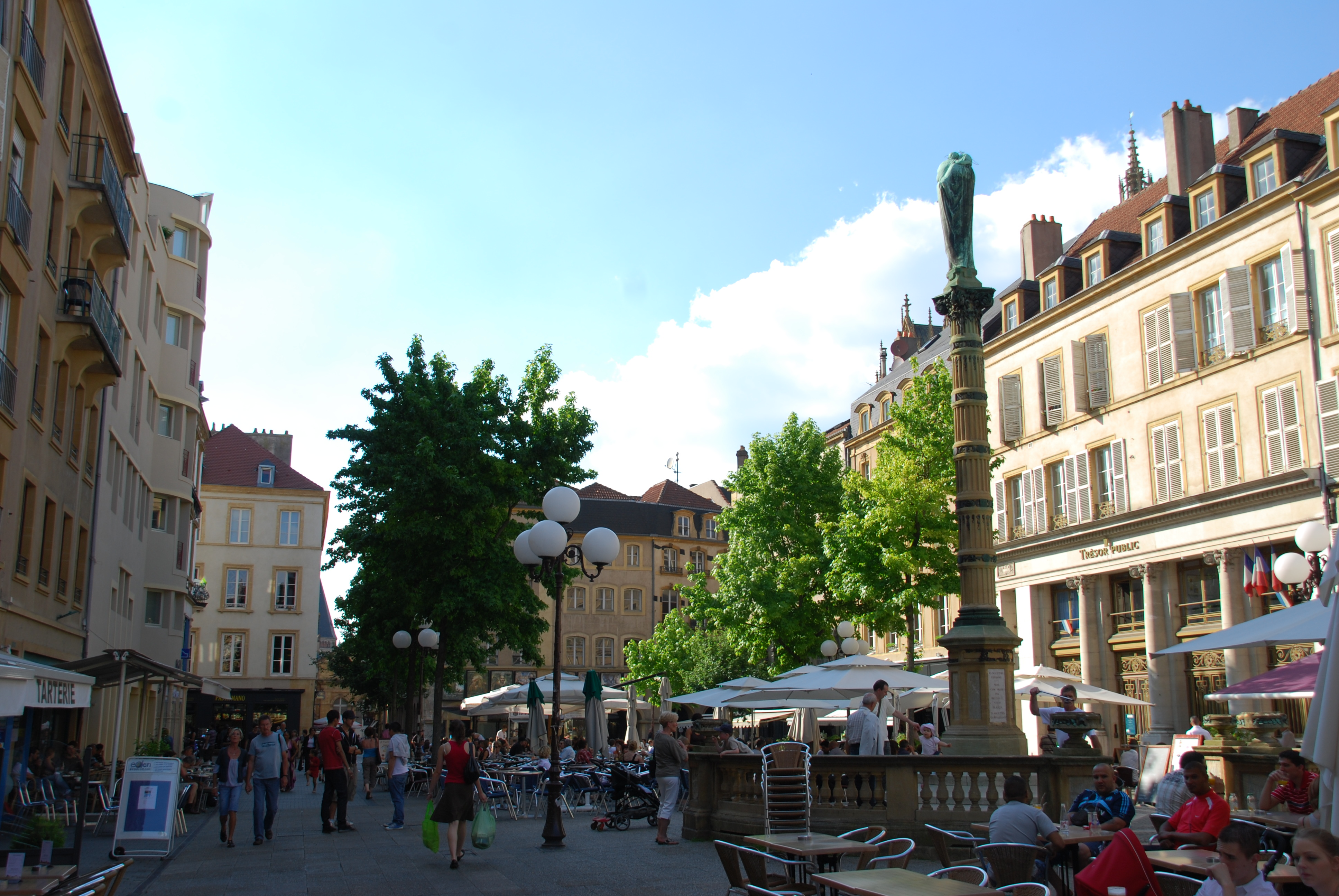
La place saint jacques à Metz avec la statue de la Vierge devant laquelle la foule afficha son attachement à la France (état actuel).

Le 15 août 1940, fête de l'Assomption, sur la place Saint-Jacques, en présence de l'évêque, Joseph-Jean Heintz, et avec la foule des pèlerins, elle entonne devant la statue de la Vierge un cantique qui exprime autant la Foi des Mosellans que leur opposition à l'annexion qu'ils viennent une seconde fois de subir :
Reine de France, 

priez pour nous, 

notre Espérance, 

 venez et sauvez nous…
Au péril de sa vie, cette fille de Saint-Vincent-de-Paul permet à plus de 2 000 soldats et officiers français d'échapper aux autorités nazies .

### Arrestation
Arrêtée en février 1941, elle est condamnée à un an de prison, peine suspendue à l'aide de la complicité d'un médecin qui feint une maladie contagieuse. Après avoir repris ses activités jusqu'en février 1942, de nouvelles menaces la conduisent à emprunter elle aussi sa filière. 
Elle se réfugie à Lyon alors en zone libre. De l’hôpital Saint-Joseph où elle se cache, elle organise encore l'évasion du général Henri Giraud le 17 avril 1942. 
L'état de santé précaire de la religieuse et les recherches allemandes à son endroit nécessitent son transport à l’Hôtel-Dieu de Clermont-Ferrand, où elle décède le 3 décembre 1944, pendant les combats qui libéreront Metz.

## Distinctions
- Chevalier de la Légion d'honneur
- Croix de guerre 1939–1945, palme de bronze

Sa citation à l'ordre des Armées mentionne : « a été l'un des éléments essentiels de la Résistance et l'un des piliers de la cause française en Lorraine ».

## Hommages et postérité

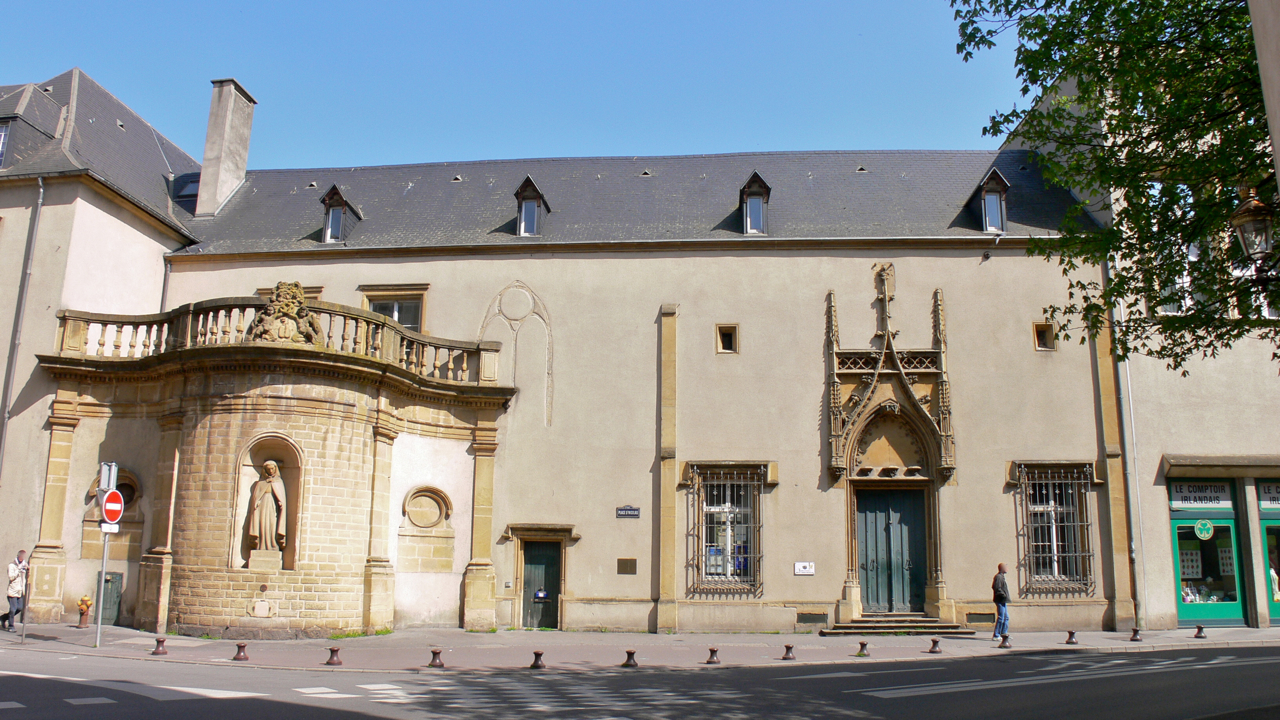
Façade actuelle de l'ancien Hospice Saint-Nicolas, à gauche, la statue de Notre-Dame des prisonniers.

Une statue dédiée à Notre-Dame des Prisonniers a été élevée en son honneur à proximité de l'Hospice Saint-Nicolas de Metz où elle s'est dévouée pendant plus de vingt ans, à deux pas de là, un petit square triangulaire à l’angle de la rue du Neufbourg et en Chandellerue à Metz porte le nom Sœur-Hélène en son honneur.
Son histoire inspire un film produit en 2017 Le Réseau de la liberté (Red de libertad) réalisé par Pablo Moreno,.